# Henri Grobon
Pour les articles homonymes, voir Grobon.
Henri Grobon, né le 4 janvier 1822 à Montluel et mort le 9 décembre 1893 à Monaco, est un industriel français, qui fonda des usines de traitement d’étoffes et de teinture à Miribel dans l'Ain.
Il est inhumé à Miribel, au cimetière Saint-Martin de Miribel.

## Carrière
Ses usines étaient réunies sous l'acronyme « T.I.A.G » (Teinture, Impression, Apprêt, Gaufrage)  ; elles furent en service jusqu’en 1938 à Miribel. Elles étaient réunies dans un grand ensemble situé en bordure de canal de Miribel qui deviendra par la suite la « sacherie » (fabrication de sacs militaires) puis l’usine Coca-Cola de Miribel.

## Maire de Miribel

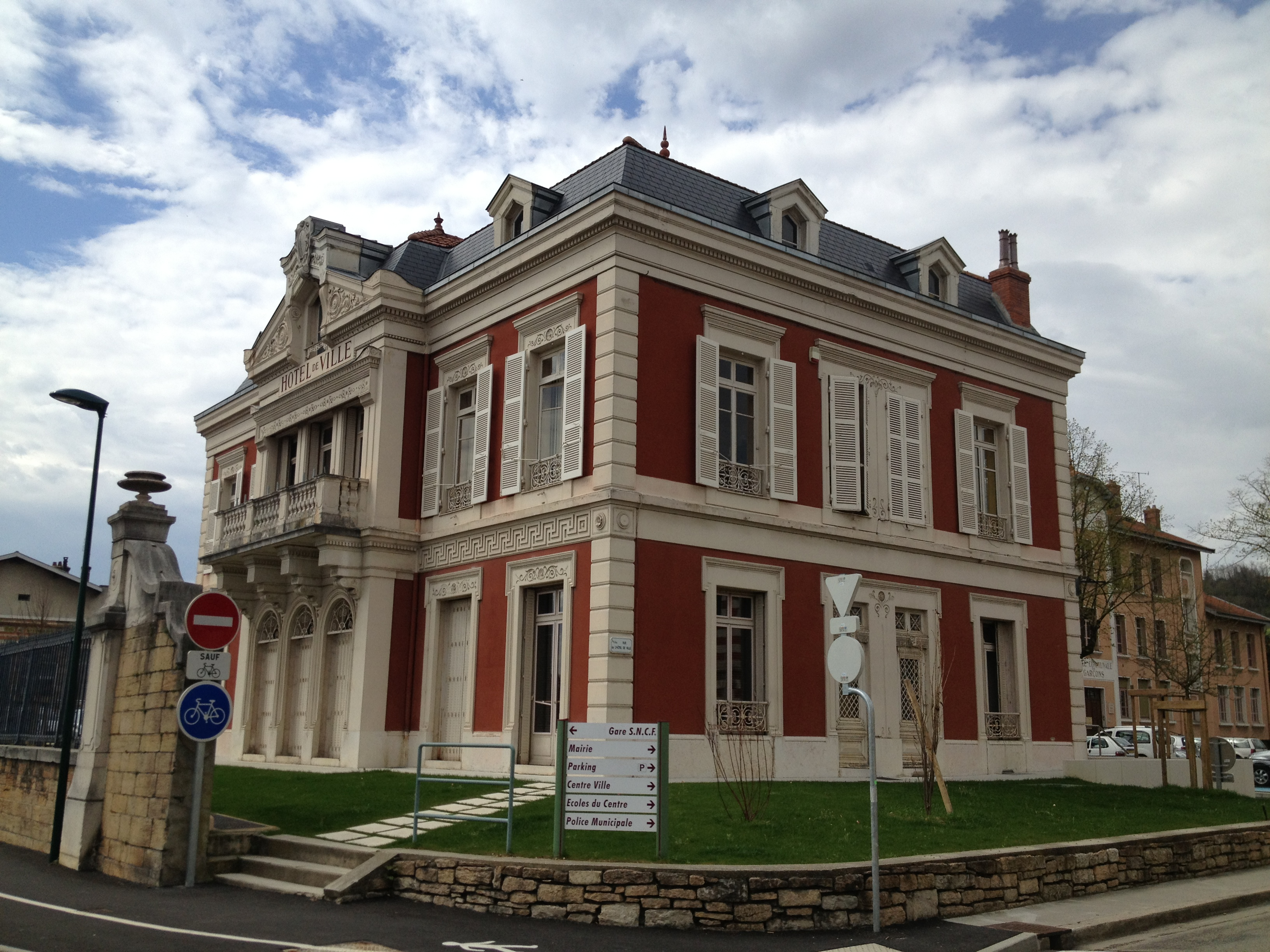
Le « Château Grobon », la mairie de Miribel, ici en avril 2013.

Henri Grobon fut maire de Miribel de 1865 à 1870. La ville de Miribel racheta sa demeure (appelée parfois « Château Grobon ») en 1930 pour en faire la mairie de Miribel.

## Hommages

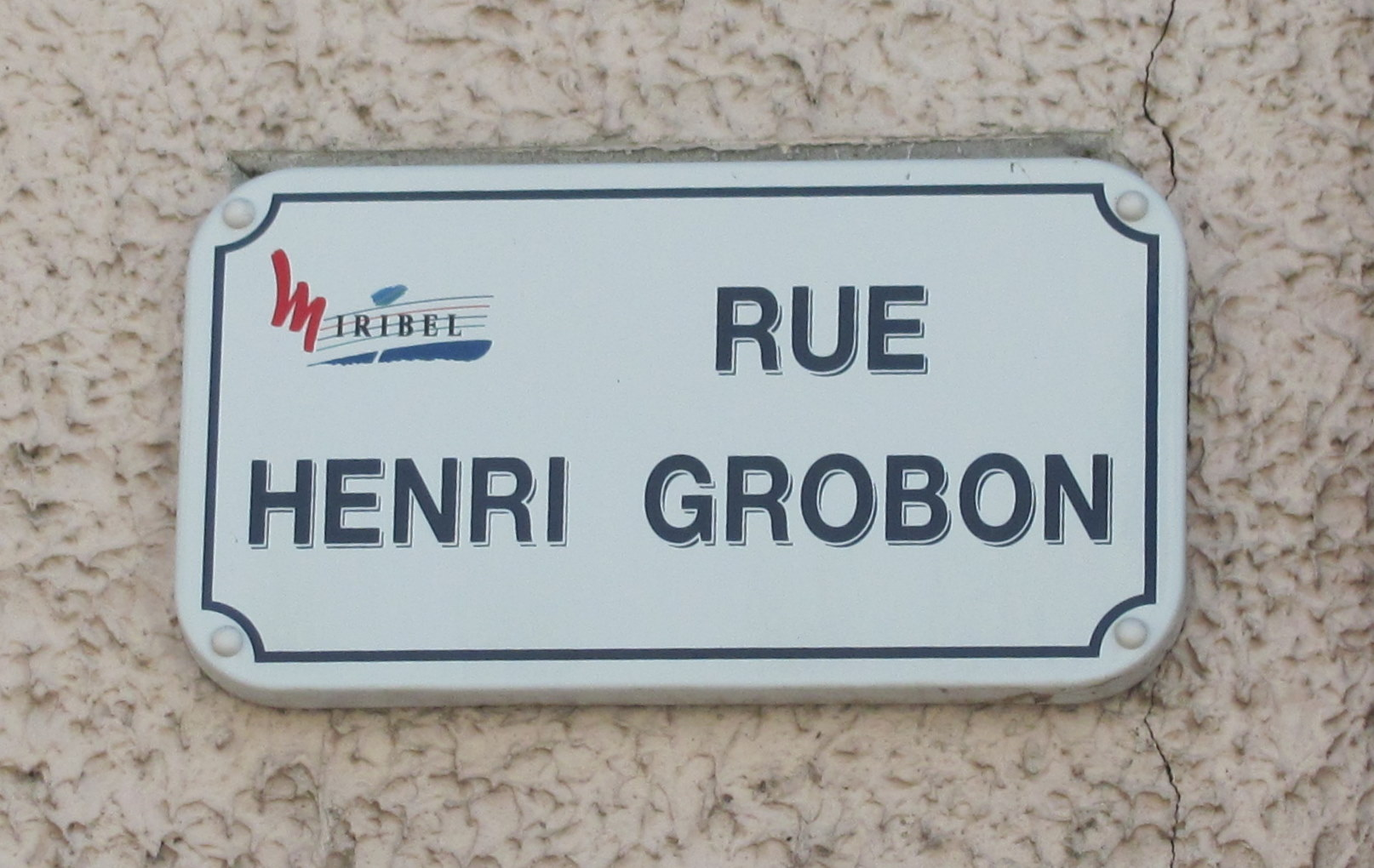
Plaque de la rue Henri-Grobon, à Miribel.

Il y a, à Miribel, une place Henri-Grobon (sur laquelle se trouve le calvaire-fontaine de Miribel dont la fontaine est inscrite au titre des monuments historiques) et une rue Henri-Grobon.
En mai 2013, débute des travaux de réalisation d'un trompe-l'œil de 90 m2 (45° 49′ 25″ N, 4° 57′ 06″ E) donnant sur la place Henri-Grobon ; il représente quatre personnalités liées à Miribel : Henri Deschamps, Jean Moulin, Joséphine Guillon et Henri Grobon.